# Wiener Wiesenthal Institut für Holocaust-Studien

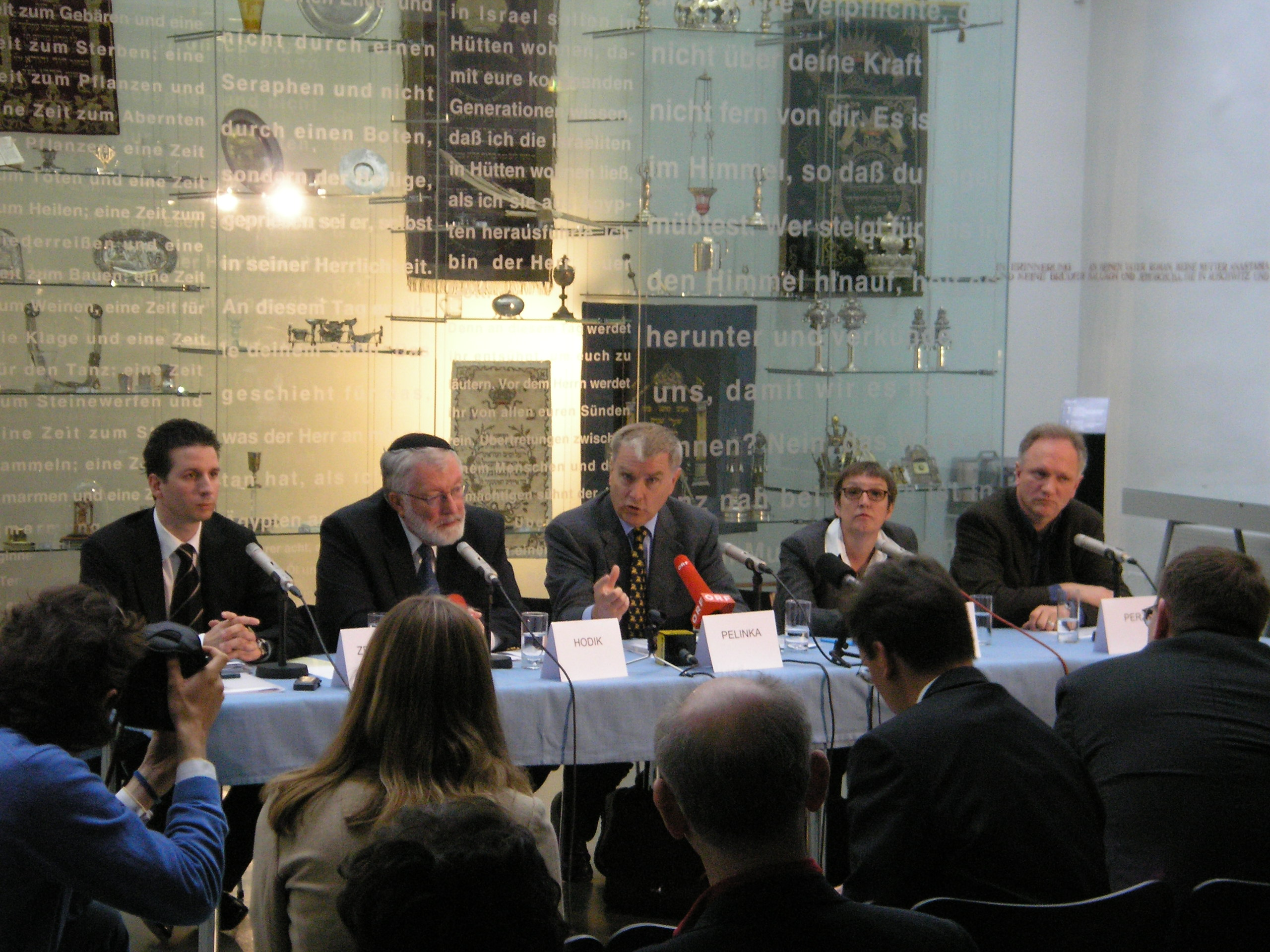
Pressekonferenz zur Gründung mit Ingo Zechner, Avshalom Hodik, Anton Pelinka, Brigitte Bailer-Galanda und Bertrand Perz (von links nach rechts) im Juni 2006

Das Wiener Wiesenthal Institut für Holocaust-Studien (Vienna Wiesenthal Institute, VWI) ist ein von Simon Wiesenthal und Wissenschaftlern aus dem In- und Ausland konzipiertes Forschungszentrum in Wien, das sich der Erforschung, Dokumentation und Vermittlung aller Fragen widmet, die Antisemitismus, Rassismus, Nationalismus, Ethnisierung sowie den Holocaust, einschließlich dessen Vorgeschichte und Folgen, betreffen. Es befindet sich seit Oktober 2012 im Vollbetrieb und wird zu gleichen Teilen von der Stadt Wien und dem Bundesministerium für Bildung, Wissenschaft und Forschung gefördert.

## Entstehungsgeschichte
Die Israelitische Kultusgemeinde Wien (IKG) ergriff im Jahr 2002 gemeinsam mit zahlreichen namhaften Institutionen die Initiative, ein internationales Shoah-Forschungszentrum in Wien zu errichten. An der Konzeption war der im September 2005 verstorbene Simon Wiesenthal noch persönlich beteiligt.
Im Dezember 2002 erfolgte eine Zusage der Stadt Wien, sich im selben Ausmaß an der Finanzierung des Vorhabens zu beteiligen wie die Republik Österreich. Im März 2008 wurde in einem Ministerratsvortrag schließlich auch die Unterstützung des VWI durch die Republik Österreich zugesagt. In der Folge konnte im Frühjahr 2009 der Bürobetrieb aufgenommen werden.
In der Vorlaufphase 2010 und 2011 wurde der Grundstein für eine wissenschaftliche Fachbibliothek und ein eigenes Archiv auf Basis der holocaustrelevanten Dokumente des Archivs der IKG gelegt. Zudem wurden diverse Veranstaltungsformate – Vorträge, Buchpräsentationen, Konferenzen und Workshops sowie mediale Interventionen im öffentlichen Raum in Erinnerung an die Shoah – sowie ein langfristiger Entwicklungsplan und ein wissenschaftliches Forschungsprogramm ausgearbeitet.

## Organisation

### Träger

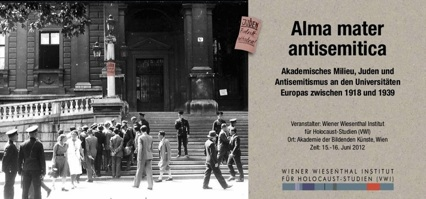
VWI-Workshop Alma Mater Antisemitica, 2012

Trägerorganisation des VWI ist ein Verein, zu dem sich noch in der Gründungsphase die Israelitische Kultusgemeinde Wien, das Dokumentationszentrum des Bundes Jüdischer Verfolgter des Naziregimes (Simon Wiesenthal Archiv), das Dokumentationsarchiv des österreichischen Widerstandes DÖW, das Institut für Zeitgeschichte der Universität Wien, das Institut für Konfliktforschung, das Jüdische Museum Wien und das IFK Internationales Forschungszentrum Kulturwissenschaften zusammengeschlossen hatten. Nach Auseinandersetzungen um die Nutzung des Archivs der Israelitischen Kultusgemeinde Wien verließen das Institut für Konfliktforschung und das IFK im November 2009 den Trägerverein, die Vertreter dieser Einrichtungen im Vorstand auch das Leitungsgremium des Instituts.

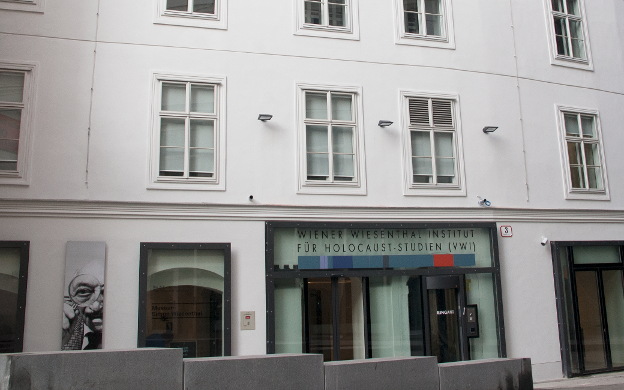
Wiener Wiesenthal Institut für Holocaust-Studien (VWI); Wien, Rabensteig 3

Nach Beilegung der Auseinandersetzungen sowie der Unterzeichnung des Leihvertrages über die Nutzung der holocaustrelevanten Teile des IKG-Archivs durch den neuen Vorstand wurde der Trägerverein Anfang 2010 um die Internationale Allianz für Holocaust-Gedenken (IHRA) bzw. das Zentrum für jüdische Kulturgeschichte an der Universität Salzburg erweitert. Der Aufbau des Instituts und die Vorbereitungen zur Aufnahme des Vollbetriebs erfolgten auf Basis des noch in der Gründungsphase entwickelten Stufenplans. Mit dem Start des Fellowship-Programms, dem Eintreffen der ersten internationalen Stipendiaten im Herbst 2012, konnte dieser Vollbetrieb aufgenommen werden.

### Gremien
Der Vorstand des VWI wird von den Trägerorganisationen beschickt, der Vorstand hat die höchste Entscheidungsbefugnis in allen organisatorischen Belangen des VWI. Zum Vorstandsvorsitzenden wurde Anton Pelinka gewählt, seine Stellvertreter waren Bertrand Perz und Avshalom Hodik. Am 1. Januar 2009 wurde Ingo Zechner zum Geschäftsführer des VWI bestellt.

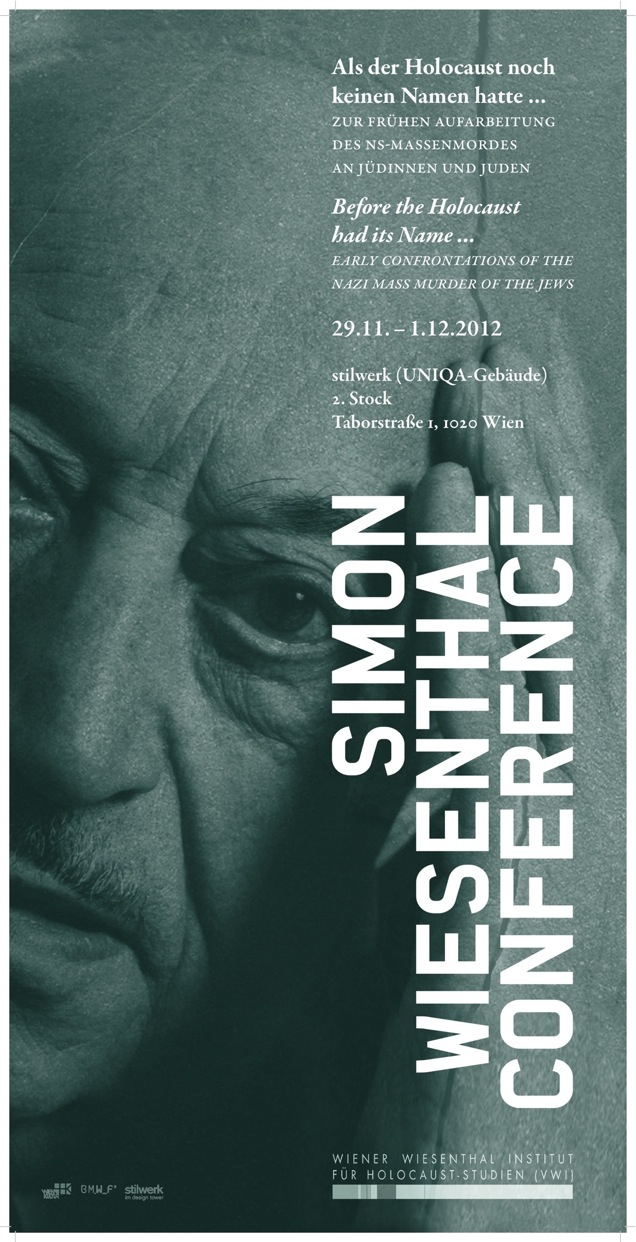
Einladung zur Simon Wiesenthal Conference 2012

Im November 2009 traten nach erfolglosen Verhandlungen mit der Israelitischen Kultusgemeinde Wien (IKG) über die Nutzung der von der Kultusgemeinde verwalteten Archive, welche eine wichtige Grundlage für die vorgesehene Forschungsarbeit des VWI waren, mehrere Vorstandsmitglieder (darunter der Vorsitzende Anton Pelinka), der Geschäftsführer Ingo Zechner sowie 12 der 15 Mitglieder des Internationalen Wissenschaftlichen Beirats aus Protest gegen die Vorgangsweise der IKG zurück.
Nach der Darstellung des neuen, in der VWI-Vereinsgeneralversammlung vom 5. November 2009 gewählten Vorstandsvorsitzenden Georg Graf in der VWI-Pressekonferenz vom 12. Jänner 2010 entspricht der von ihm unterzeichnete Leihvertrag zwischen der Israelitischen Kultusgemeinde Wien und dem VWI wortwörtlich der von seinen Vorgängern ausgearbeiteten Version: Die Auseinandersetzungen und der Rücktritt von Anton Pelinka seien – so Graf auf eine Anfrage – vielmehr auf persönliche Konflikte zwischen Pelinka und dem Präsidenten der IKG, Ariel Muzicant zurückzuführen gewesen. Zu Stellvertretern des Vorstandsvorsitzenden wurde im November 2009 Brigitte Bailer-Galanda und Ariel Muzicant gewählt. 2018 schieden sowohl Georg Graf als auch Ariel Muzicant aus dem Vorstand aus. Gerhard Baumgartner übernahm interimistisch den Vorsitz und wurde 2019 von Terezija Stoisits abgelöst. Claudia Prutscher und Gerhard Baumgartner wurden zu stellvertretenden Vorsitzenden gewählt.
Mit 1. Januar 2010 übernahm der Wiener Zeithistoriker Béla Rásky die wissenschaftliche und administrative Leitung des Instituts. Seit Oktober 2012 ist ihm die Budapester Soziologin Éva Kovács für die Forschungsaufgaben des Instituts beigestellt. Als wissenschaftliche Programmleiterin ist sie auch für die wissenschaftliche Betreuung der am Institut forschenden Fellows zuständig. Das VWI-Team umfasst neben der Büroleitung noch weitere Mitarbeiter.
Nach der Enthebung von Béla Rásky als Leiter des VWI seitens des Vorstandes im Oktober 2020 wurde das Institut umstrukturiert. Éva Kovács wurde zur stellvertretenden Direktorin für wissenschaftliche Angelegenheiten ernannt, der Posten eines stellvertretenden Direktors für finanzielle und administrative Angelegenheiten neu besetzt. Die IKG legte im Weiteren bezüglich der Modalitäten der Ausschreibung für eine neue Gesamtleitung des Instituts im Frühling 2021 Protest ein, doch konnte der Konflikt nach einer Stellungnahme des VWI-Vorstands schließlich beigelegt werden. Am 1. Oktober 2022 übernahm der Historiker Jochen Böhler die Leitung des Instituts.
In wissenschaftlichen Fragen kommt dem Internationalen Wissenschaftlichen Beirat eine Schlüsselrolle zu. Dieser umfasst mindestens neun international anerkannte Experten, von denen maximal drei in Österreich tätig sein dürfen. Besonderer Wert wird nach eigenen Angaben auf die interdisziplinäre Ausrichtung gelegt. Wie der Vorstand wird der Beirat auf drei Jahre von der Generalversammlung des VWI gewählt. Dem Beirat, der sich einmal im Jahr, immer zu Beginn des akademischen Jahres, in Wien zu Beratungen trifft, die wissenschaftliche Tätigkeit des Instituts aber laufend begleitet, gehören im Jänner 2020 folgende Mitglieder an (in alphabetischer Reihenfolge):
- Nanci Adler (NIOD Instituut voor Oorlogs-, Holocaust- en Genocidestudies, Amsterdam)
- Peter Black (United States Holocaust Memorial Museum)
- Susanne Heim (Institut für Zeitgeschichte, München-Berlin)
- Robert Graham Knight (Loughborough University, Leicestershire)
- Dan Michman (International Institute for Holocaust Research, Yad Vashem, Jerusalem; Bar-Ilan University, Ramat Gan)
- A. Dirk Moses (University of North Carolina at Chapel Hill, Chapel Hill)
- Dirk Rupnow (Universität Innsbruck)
- Irina Scherbakowa (Memorial, Moskau)
- Sybille Steinbacher (Fritz Bauer Institut, Frankfurt am Main)
- Dominique Trimbur (Fondation pour la Mémoire de la Shoah)
- Yfaat Weiss (Simon-Dubnow-Institut, Leipzig)

Ehemalige Mitglieder des Beirats sind:
- Jolanta Ambrosewicz-Jacobs (Uniwersytet Jagielloński, Kraków: 2013–2020)
- David Bankier (Yad Vashem, Jerusalem: 2006–2009)
- Omer Bartov (Brown University, Providence: 2006–2009)
- Włodzimierz Borodziej (Uniwersytet Warszawski: 2006–2009)
- Gustavo Corni (Università degli Studi di Trento, Trento: 2010–2017)
- Dan Diner (The Hebrew University, Jerusalem/Simon-Dubnow-Institut, Universität Leipzig: 2006–2009)
- Atina Grossmann (The Cooper Union, New York: 2006–2009)
- Raul Hilberg (2006–2007)
- Gertrud Koch (Freie Universität Berlin: 2006–2009)
- András Kovács (Central European University, Wien/Budapest: 2006–2009)
- Andrei Markovits (University of Michigan: 2006–2009)
- Robert Jan van Pelt (University of Waterloo, Ontario: 2010–2017)
- Dieter Pohl (Universität Klagenfurt: 2010–2016)
- Peter Pulzer (All Souls College, Oxford: 2006–2009)
- Gabriele Rosenthal (Georg-August-Universität Göttingen: 2006–2009)
- Tom Segev (Jerusalem: 2006–2009)

## Tätigkeitsschwerpunkte

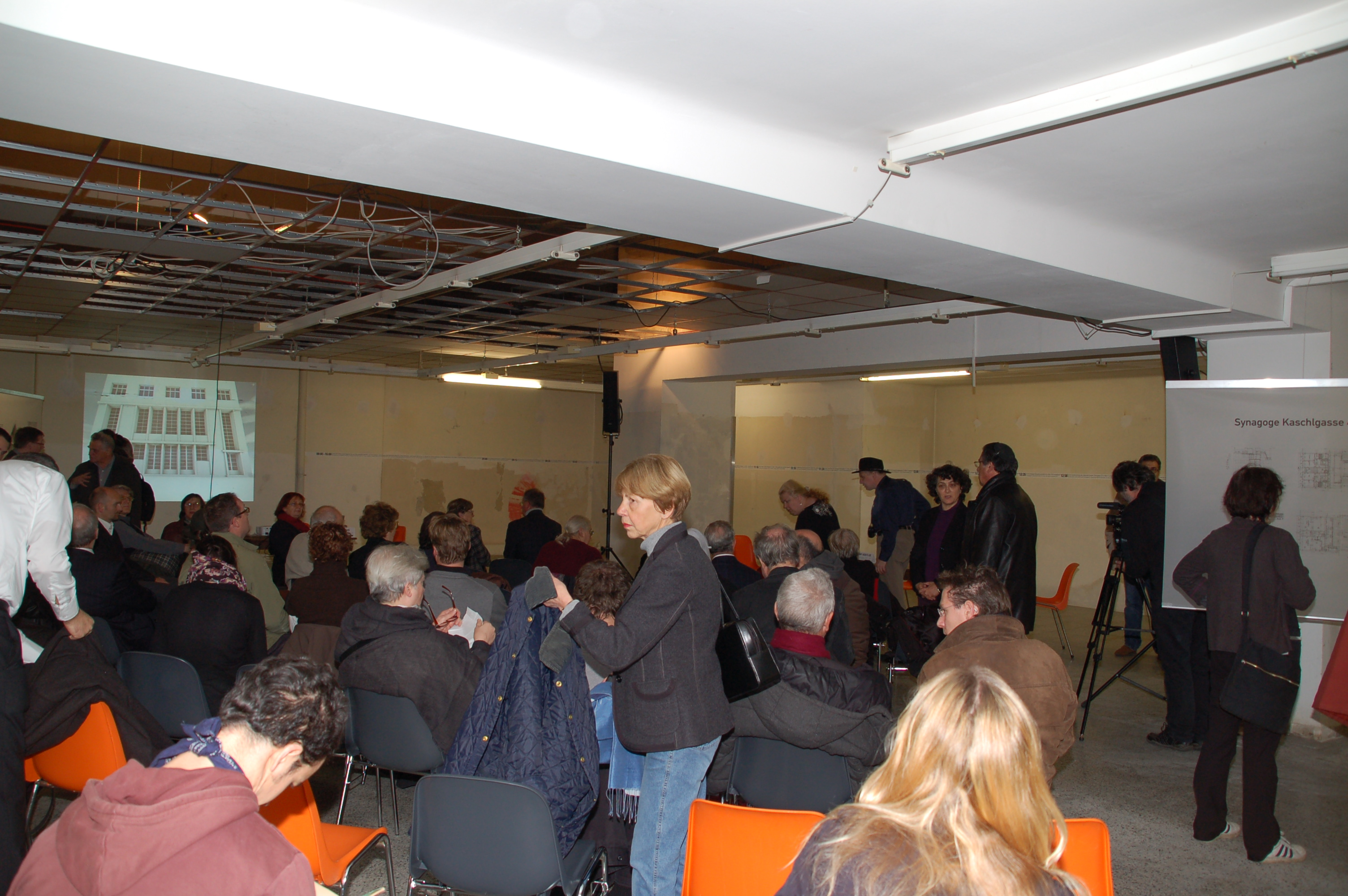
Spurensuche an einem vergessenen Ort: ehemalige Synagoge Wien 20, Kaschlgasse – 9. November

Die Tätigkeit des VWI baut der Homepage zufolge auf den drei Grundpfeilern Forschung, Dokumentation und Vermittlung auf. In diesen Bereichen widmet sich das Institut allen Fragen, die Antisemitismus, Rassismus und Holocaust betreffen, einschließlich dessen Vorgeschichte und Folgen. Die Forschung ist im VWI international und interdisziplinär ausgerichtet und findet in zweierlei Form statt: im Rahmen des Fellowship-Programms sowie in Form von Forschungsprojekten flexibler Dauer. Diese Forschungsprojekte werden von einer variablen Anzahl wechselnder Mitarbeiter durchgeführt, die am Institut angestellt werden oder mit Werkverträgen arbeiten. Seit der Gründung des Instituts wurden mehrere Projekte bereits abgeschlossen, mehrere Projekte sind zurzeit am Institut über Drittmittelfinanzierungen verankert. Die laufenden wie abgeschlossenen Projekte sind auf der Homepage des Instituts im Detail aufgezählt und beschrieben.
Seit November 2010 ist das Wiener Wiesenthal Institut für Holocaust-Forschung (VWI) zusammen mit anderen wissenschaftlichen Einrichtungen aus fast allen europäischen Ländern auch im Konsortium des EU-Projektes European Holocaust Research Infrastructure vertreten. Zurzeit laufen Vorbereitungen zur Einrichtung eines europäischen Forschungskonsortiums zur Erforschung der Geschichte des Holocaust im Rahmen des Europäischen Strategieforums für Forschungsinfrastrukturen (ESFRI).

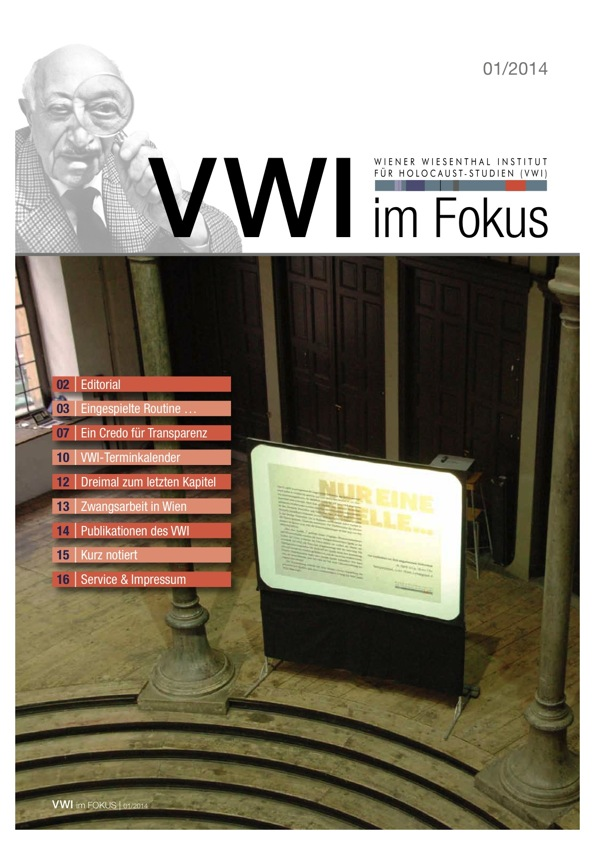
VWI Newsletter Cover 2014/01

Ziel der dokumentarischen Arbeit des VWI ist die Zusammenführung bislang verstreuter thematisch relevanter Archivbestände, deren Bewahrung und Erschließung durch Findmittel. Ein erster Schritt dazu ist die Mitarbeit an der Online-Plattform, die vom VWI beim Wiener Verein für wissenschaftliche und kulturelle Dienstleistungen in Auftrag gegeben und im März 2011 abgeschlossen wurde. Die Digitalisierung der holocaustrelevanten Teile des IKG-Archivs hat mit den Arbeiten an den sog. Jerusalemer Beständen des Archivs im September 2010 begonnen. Für die Erschließung des Archivs wird die in Österreich weit verbreitete Archivdatenbank scopeArchiv eingesetzt. Die Bestände aus dem Simon Wiesenthal Archiv werden ebenfalls laufend erschlossen und immer besser der Forschung zugänglich gemacht. Die Bibliothek des Instituts ist eine öffentliche zugängliche Präsenzbibliothek, deren Katalog über die Österreichische Verbundbibliothek eingesehen werden kann. Schwerpunkt der Sammeltätigkeit sind in Österreich schwer greifbare Bücher zu den Forschungsschwerpunkten des Instituts. Sie umfasst ca. 14.000 Bände und wird laufend ausgebaut.

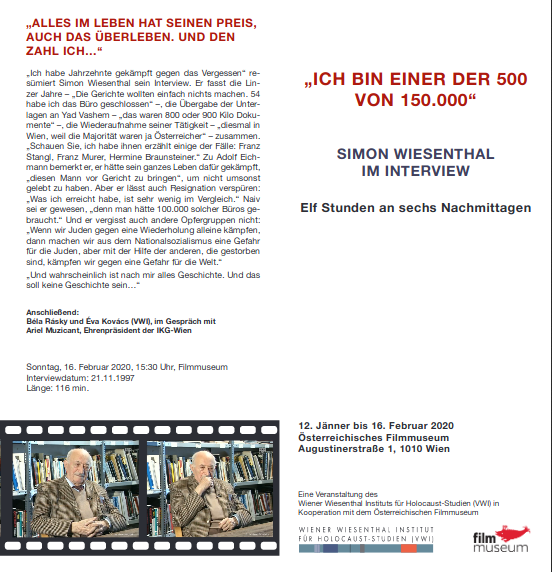
Einladung zur Vorführung des VHA-Interviews

Im Herbst 2012 startete das Fellowship-Programm des VWI. Seither forschen zwei Senior, zwei Research und vier Junior Fellows zwischen sechs und elf Monaten per akademisches Jahr am Institut. Mit 2019 wurde ein weiteres Fellowship in Kooperation mit dem Fortunoff Video Archive for Holocaust Testimonies der Yale University eingerichtet, ab dem akademischen Jahr 2020/21 fördert die Gerda Henkel Stiftung ein Research Fellowship des VWI. Im Gefolge der russischen Invasion der Ukraine im Februar 2022 ermöglichte ein kurzfristig eingerichtetes Förderprogramm der Stadt Wien Rechercheaufenthalte von Wissenschaftlern aus der Ukraine an Wiener Forschungsinstitutionen, u. a. auch am VWI. Diese sollen Forschern gestatten, ihre akademische Arbeit fortzusetzen sowie dem Kriegsalltag zu entkommen. Nach einem entsprechenden Call wird das VWI im letzten Drittel 2022 Gastinstitution für fünf Fellows sein. Die Forschungsmethoden, -probleme und -ergebnisse aller Fellows werden im Laufe ihres Wiener Aufenthaltes in internen Seminaren und öffentlich zugänglichen Kolloquien diskutiert. Nach Abschluss ihres Fellowships veröffentlicht die seit Herbst 2014 erscheinende elektronische Zeitschrift des Instituts S:I.M.O.N. – Shoah: Intervention. Methods. DocumentatiON in ihrer Rubrik „Articles“ die einem Peer-Review-Verfahren unterzogenen Forschungsergebnisse der Fellows.
Die Ausschreibung für die Fellowships findet in der Regel am Ende eines Kalenderjahres statt. Über die Vergabe der Forschungsstipendien entscheidet eine Subkommission des internationalen wissenschaftlichen Beirats jeweils im Frühling eines Jahres.
Seit Herbst 2014 gibt das Institut im Wiener Verlag new academic press auch zwei Buchreihen heraus. Die VWI-Studienreihe widmet sich mit Monographien der Erforschung wichtiger Teilaspekte des Themengebiets des Instituts, die Beiträge des VWI zur Holocaustforschung fassen die redaktionell bearbeiteten Vorträge an den Konferenzen und Workshops des Instituts zusammen. Bis Februar 2020 sind in der Studienreihe insgesamt fünf, in den VWI-Beiträgen acht Bände erschienen, weitere befinden sich in Vorbereitung.
Über die laufenden Aktivitäten des Instituts informiert der jährlich erscheinende Newsletter VWI im Fokus.

## Standort
Anfang 2017 bezog das Wiener Wiesenthal Institut für Holocaust-Studien (VWI) neue Büroräumlichkeiten am Rabensteig 3 in der Wiener Innenstadt. Nach aufwändigen Renovierungsarbeiten stehen dem VWI nun nicht nur angemessene Büroräumlichkeiten für Staff und Fellows zur Verfügung, auch die umfangreiche Präsenz- und Fachbibliothek des Instituts ist nun sachgemäß aufgestellt und benutzbar. Darüber hinaus wurde das persönliche Archiv Simon Wiesenthals aus seinen ehemaligen Büroräumlichkeiten in der unweit gelegenen Salztorgasse in das neue Gebäude übernommen und ist nun an dieser Stelle für Forschungszwecke einsehbar. Dazu kamen 2018 die holocaustbezogenen Bestände des Archivs der Israelitischen Kultusgemeinde Wien.
Die neuen Räumlichkeiten boten auch die Gelegenheit ein kleines Museum im Erdgeschoß einzurichten. Die Zukunft der Erinnerns – Museum Simon Wiesenthal soll das Wirken Simon Wiesenthals und dessen Antrieb den Besuchern näherbringen und somit ein didaktisches Fundament für das in den darüber gelegenen Stockwerken beheimate Wiener Wiesenthal Institut für Holocaust-Studien bieten.

## Veranstaltungen
Weitere Veranstaltungen des VWI sind die inzwischen alljährlich am Ende eines Kalenderjahres stattfindenden Simon Wiesenthal Conferences. 2011 hatten sie mit Partituren der Erinnerung die Aufarbeitung des Holocaust in der zeitgenössischen Musik zum Thema, 2012 folgte mit Als der Holocaust noch keinen Namen hatte die frühe Aufarbeitung des Holocaust zwischen 1944 und 1955. Im Dezember 2013 organisierte das Institut gemeinsam mit dem Washingtoner United States Holocaust Memorial Museum die Simon Wiesenthal Conference unter dem Titel Kollaboration und Mittäterschaft in Osteuropa im Zweiten Weltkrieg und im Holocaust im Wiener Palais Trautson. Die Simon Wiesenthal Conference 2014 – in Zusammenarbeit mit dem Österreichischen Rundfunk (ORF) – widmete sich der Aufarbeitung des Holocaust im Fernsehen Ost- und Westeuropas bzw. der USA, wobei der 35. Jahrestag der Ausstrahlung der TV-Serie Holocaust – Die Geschichte der Familie Weiss im ORF als unmittelbarer Anlass diente. Die Konferenz des Jahres 2015 hatte den Antisemitismus an Europas Peripherien, vor allem seinem Einfluss auf antisemitischen Tendenzen in Europas Zentren, zum Thema. Im Dezember 2017 widmete sich die jährliche Simon Wiesenthal Conference im Palais Epstein unter dem Titel (Un)Rühmliche Opfer? Die Paradigmen der europäischen Gedächtnispolitik auf dem Prüfstand den unterschiedlichen Opfernarrativen in den europäischen Gesellschaften nach 1945.

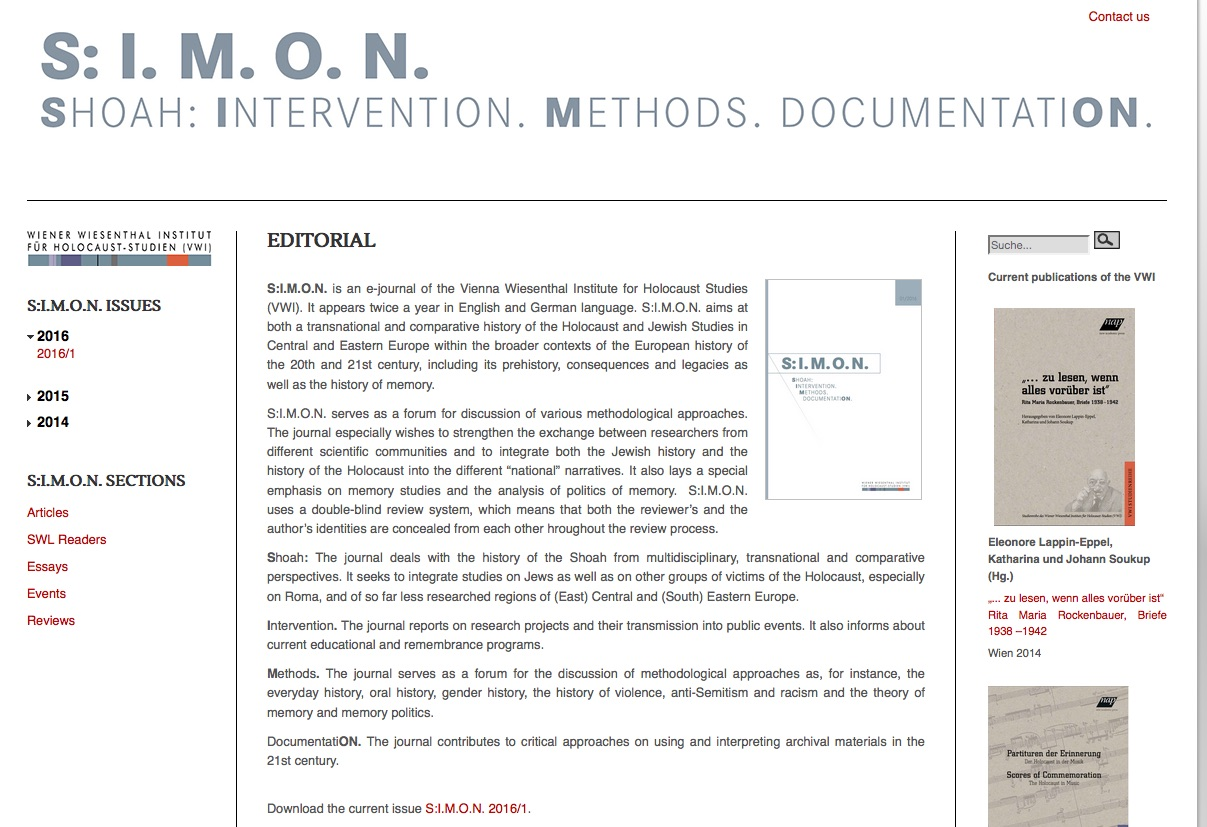
Homepage von S:I.M.O.N.

Jeweils in der Jahresmitte, Ende Mai oder Anfang Juni, veranstaltet das VWI des Weiteren eine zweitägige Tagung mit Workshop-Charakter, in der Regel in Kooperation mit anderen wissenschaftlichen Einrichtungen. Alma Mater Antisemitica widmete sich im Juni 2012 an der Akademie der bildenden Künste Wien dem Antisemitismus an den europäischen Hochschulen der Zwischenkriegszeit, Heritage Recovered im Mai 2013 an der Österreichischen Akademie der Wissenschaften dem Holocaust in jüdischen Archiven, Storylines and Blackboxes 2014 mit den Instituten für Zeitgeschichte der Universität Wien sowie für Europäische Ethnologie der Universität Wien den Fragen der diskursiven Aufarbeitung von Gewalterfahrungen. 2015 wurde das neue Wissenschaftsfach der forensischen Archäologie, 2016 gemeinsam mit dem Jüdischen Museum in Prag die Frage der Entstehung des modernen Staatsbürgerschaftsbegriffs im Gefolge der Umgestaltung Europas nach 1919 erörtert. Im Juni 2016 fand in Kooperation mit dem IFK Internationalen Forschungszentrum Kulturwissenschaften ein Workshop zu Hannah Arendt statt. Im Juni 2019 widmete sich der regelmäßige Workshop des VWI in der Zentrale der Unternehmenszentrale der Österreichischen Bundesbahnen beim Wiener Hauptbahnhof der Logistik und Planung der Deportationen, vergleichende Perspektiven auf die Organisation des Wegs in die Vernichtung.
Die Vorträge und Konferenzbeiträge sind – ausgenommen die Vortragenden erklären sich damit nicht einverstanden – im Sinne der Open-Access-Policy des Instituts über den YouTube-Kanal des VWI vier bis sechs Wochen nach dem Ereignis abrufbar.
Anfang 2013 wurden die Veranstaltungen des VWI um ein weiteres Format bereichert: Seither werden ein- bis zweimal im Jahr im Rahmen der Reihe VWI-Visuals unbekannte, vergessene oder kontroverse Filme mit einer Einführung oder einer anschließenden Diskussion im Wiener Admiralkino vorgeführt.
Im Rahmen eines von der Berliner Stiftung Erinnerung, Verantwortung und Zukunft geförderten Projekts arbeitet das VWI an einer Aufarbeitung der jüdisch-ungarischen Zwangsarbeit in Wien 1944/1945. Die Ergebnisse dieser Arbeit werden auf der Homepage des Projekts präsentiert.
2014, 2016 und 2018 nahm das Institut an der vom Bundesministerium für Wissenschaft, Forschung und Wirtschaft organisierten Langen Nacht der Forschung teil, seit 2017 nimmt das Institut regelmäßig an der Langen Nacht der Museen des ORF teil.
Im Jänner/Februar 2020 präsentierte das VWI gemeinsam mit dem Österreichischen Filmmuseum an sechs Sonntagnachmittagen das elfstündige Interview mit Simon Wiesenthal, das der Salzburger Historiker Albert Lichtblau im November 1997 für die Visual History Foundation führte.